# Duet (album de Gary Burton et Chick Corea)
Pour les articles homonymes, voir Duet.
Albums de Gary Burton et Chick Corea
Crystal Silence
(1972) Native Sense: The New Duets
(1997)
Duet est un album en duo du vibraphoniste Gary Burton et du pianiste Chick Corea, enregistré en octobre 1978 et commercialisé en 1979 chez ECM.
La Fiesta est une reprise de la longue pièce que l'on retrouvait sur l'album solo de Chick Corea, Return to Forever de 1972, alors s'intitulée Sometime Ago - La Fiesta. Cet album avait alors donné naissance au groupe du même nom.

## Pistes
| No | Titre                  | Musique       | Durée |
| -- | ---------------------- | ------------- | ----- |
| 1. | Duet Suite             | Chick Corea   | 15:41 |
| 2. | Children's Song No. 15 | Chick Corea   | 1:15  |
| 3. | Children's Song No. 2  | Chick Corea   | 0:56  |
| 4. | Children's Song No. 5  | Chick Corea   | 1:14  |
| 5. | Children's Song No. 6  | Chick Corea   | 2:13  |
| 6. | Radio                  | Steve Swallow | 5:15  |
| 7. | Song to Gayle          | Chick Corea   | 7:13  |
| 8. | Never                  | Steve Swallow | 7:37  |
| 9. | La Fiesta              | Chick Corea   | 10:17 |

## Personnel
- Gary Burton — vibraphone
- Chick Corea — piano